# Legoland Malaysia
Pour les articles homonymes, voir Legoland.
Legoland Malaysia est un parc d'attractions situé dans l'État de Johor, à l'ouest de la ville de Iskandar Puteri, en Malaisie.

## Présentation
Avec plus de 40 spectacles et attractions, Legoland Malaysia est le premier parc à thème Legoland en Asie. Développé par Iskandar Investment Bhd et Merlin Entertainments, le parc est la pièce maîtresse d'un complexe de 51 hectares dans le parc industriel Nusa Cemerlang comprenant des bureaux, des hôtels, ainsi qu'une zone résidentielle. Le parc à thème est divisé en sept quartiers pour un budget de 230 millions de dollars, soit 174 millions d'euros. La zone Miniland, le parc de miniatures composé de reproductions de monuments en « briques », propose pour la première fois des miniatures de plusieurs monuments asiatiques tels les tours Petronas, le Taj Mahal, la Singapore Flyer ou le temple d'Angkor. Legoland Malaysia vise 1,5 million de visiteurs la première année d'exploitation.
Prévue initialement lors du premier semestre 2014, l'ouverture de l'hôtel Legoland a lieu le 29 novembre 2013. Il s'agit d'un hôtel à thème Lego situé dans le parc d'attractions. L'hôtel est construit en vertu d'une entente de gestion entre la société et LL Themed Hotel Sdn Bhd, une coentreprise.

## Galerie de photographies

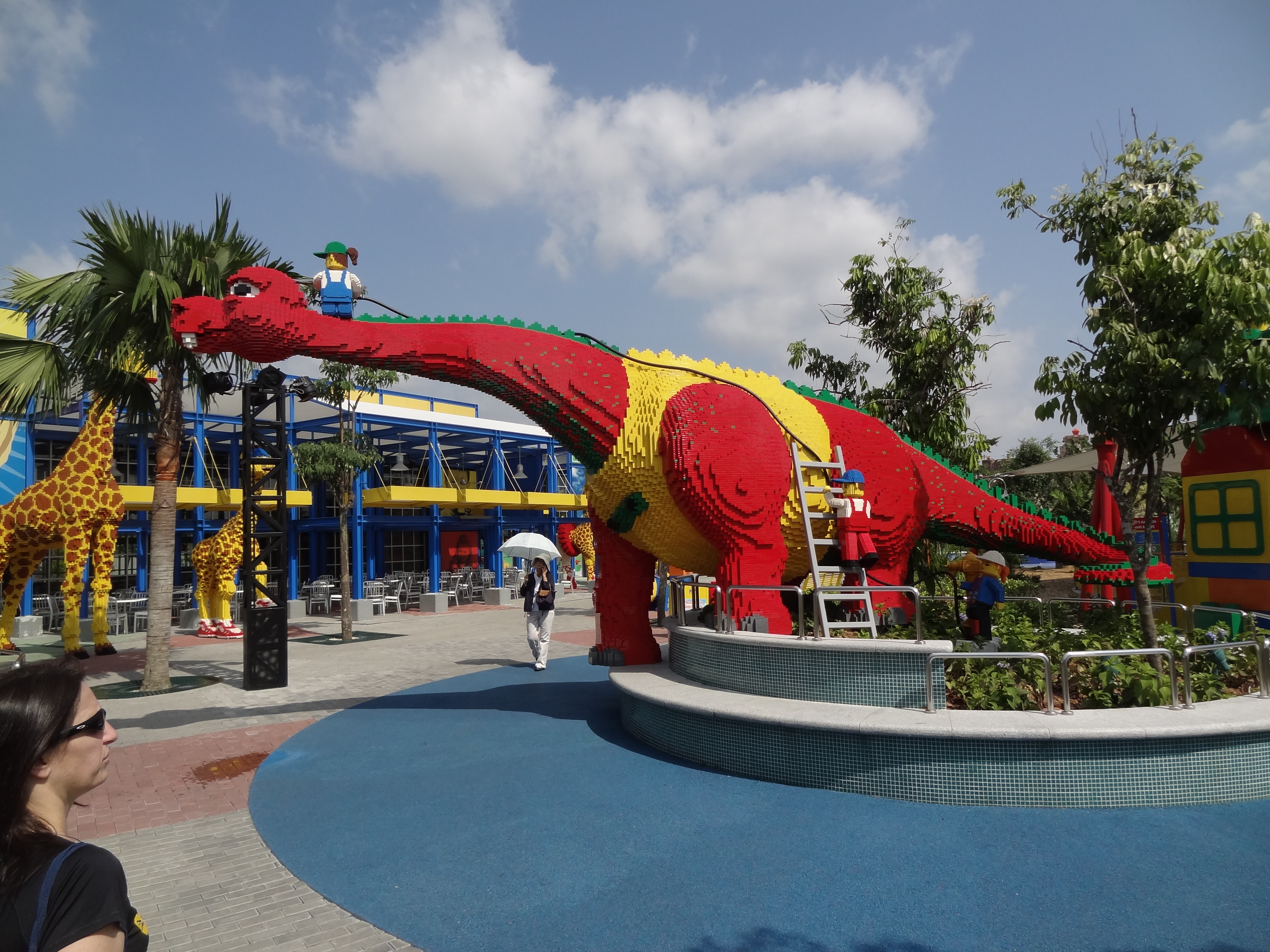
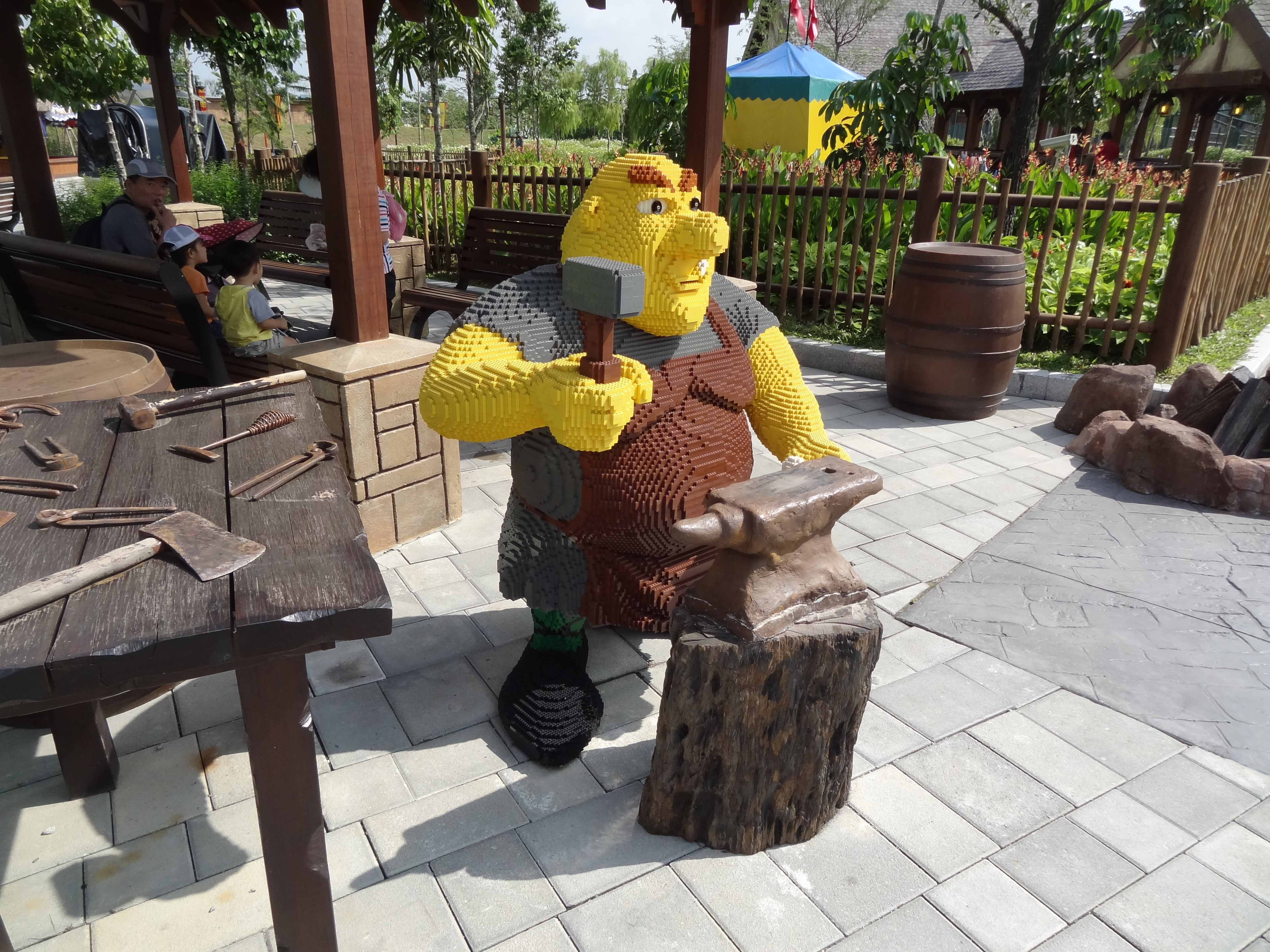
Lego Kingdoms
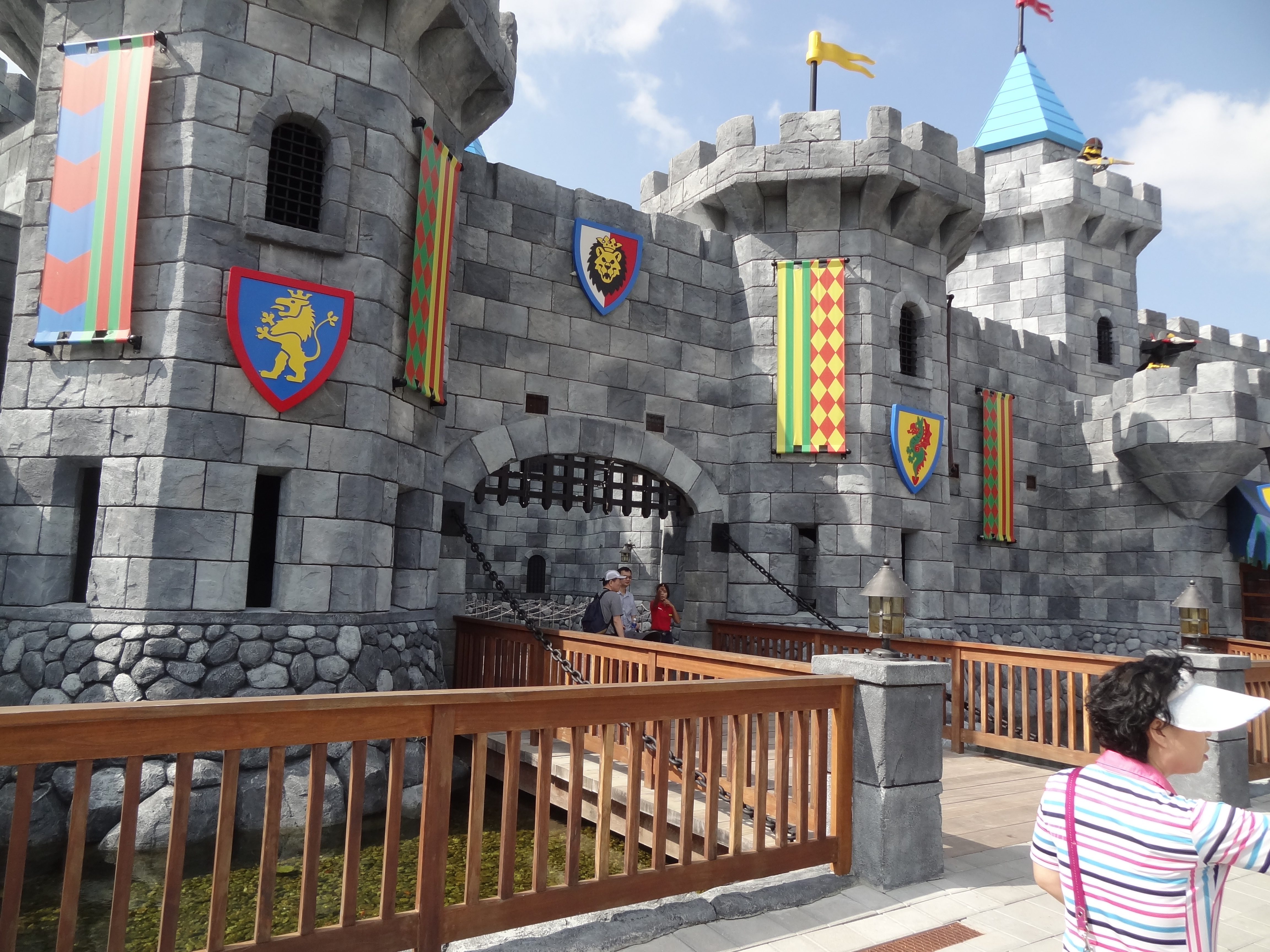
Lego Kingdoms
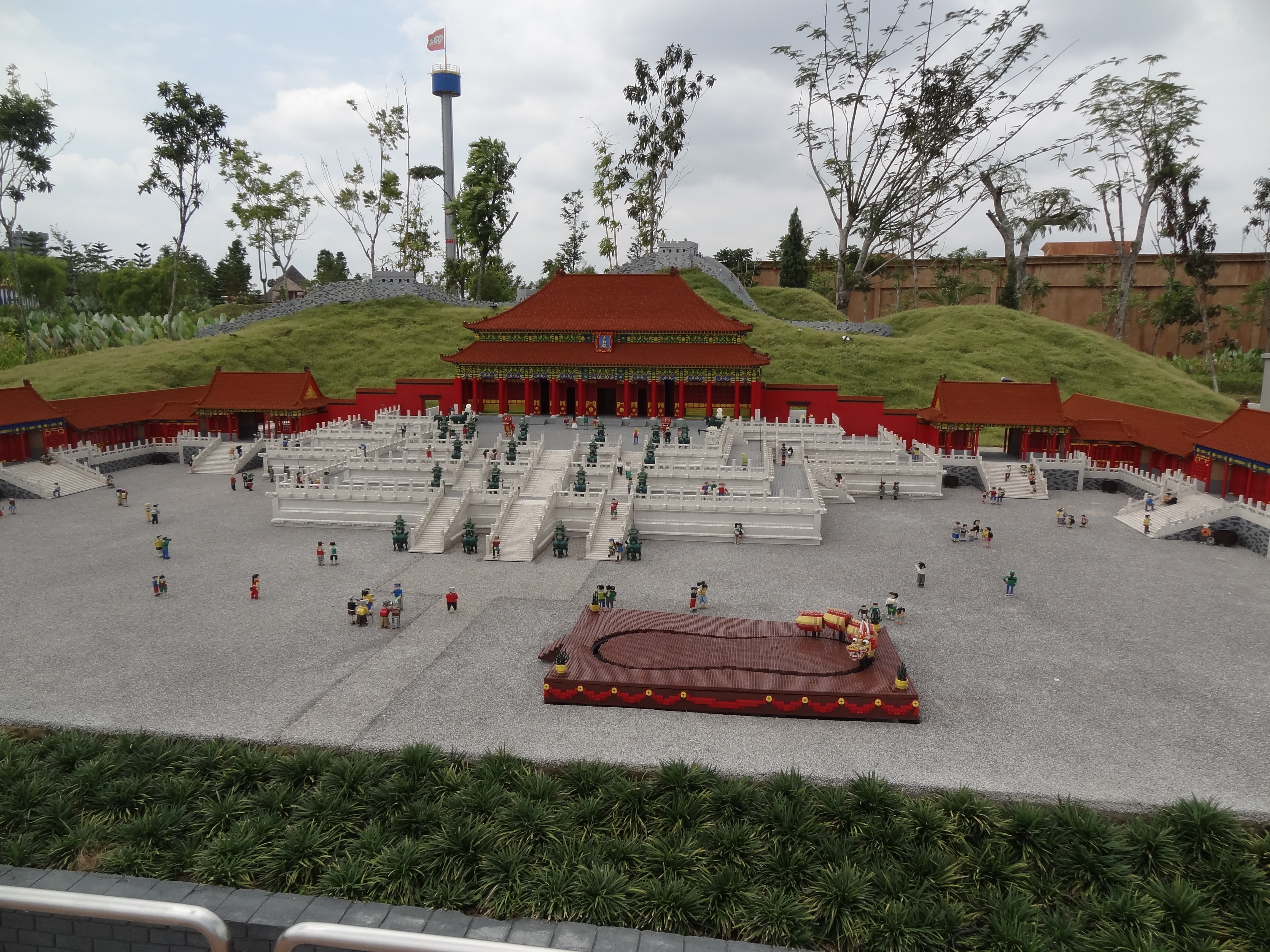
Miniland
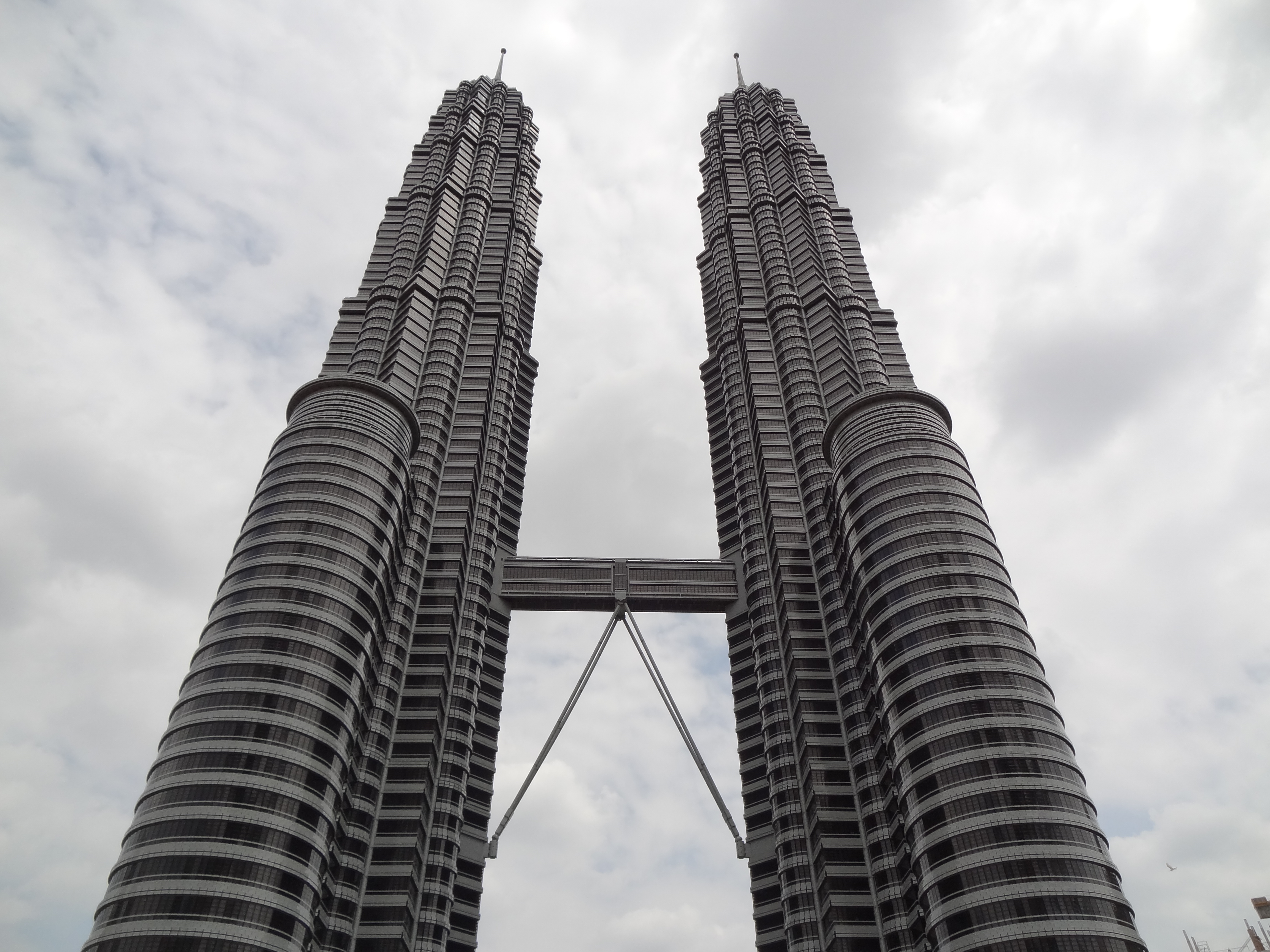
Tours Petronas
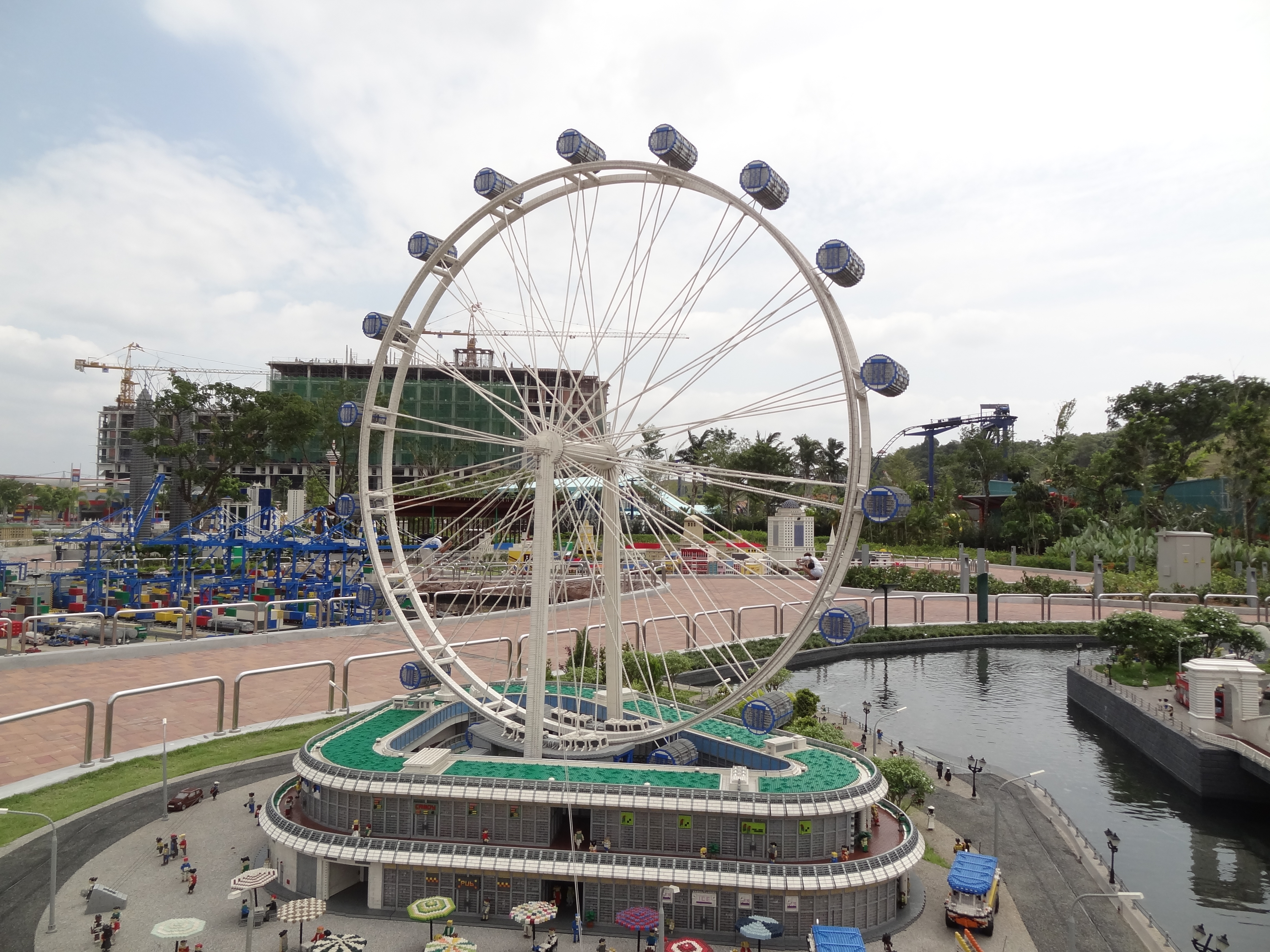
Singapore Flyer
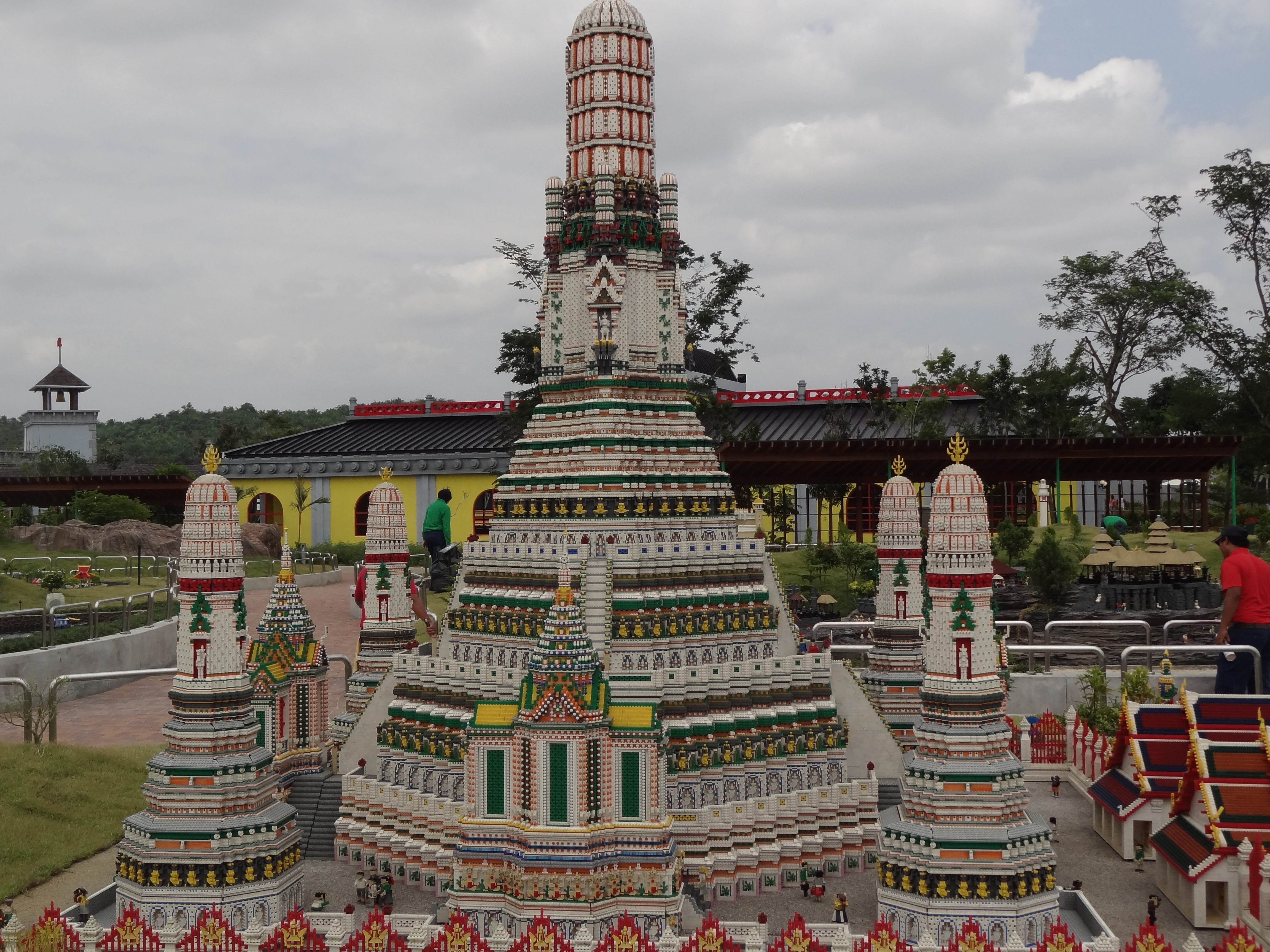
Angkor
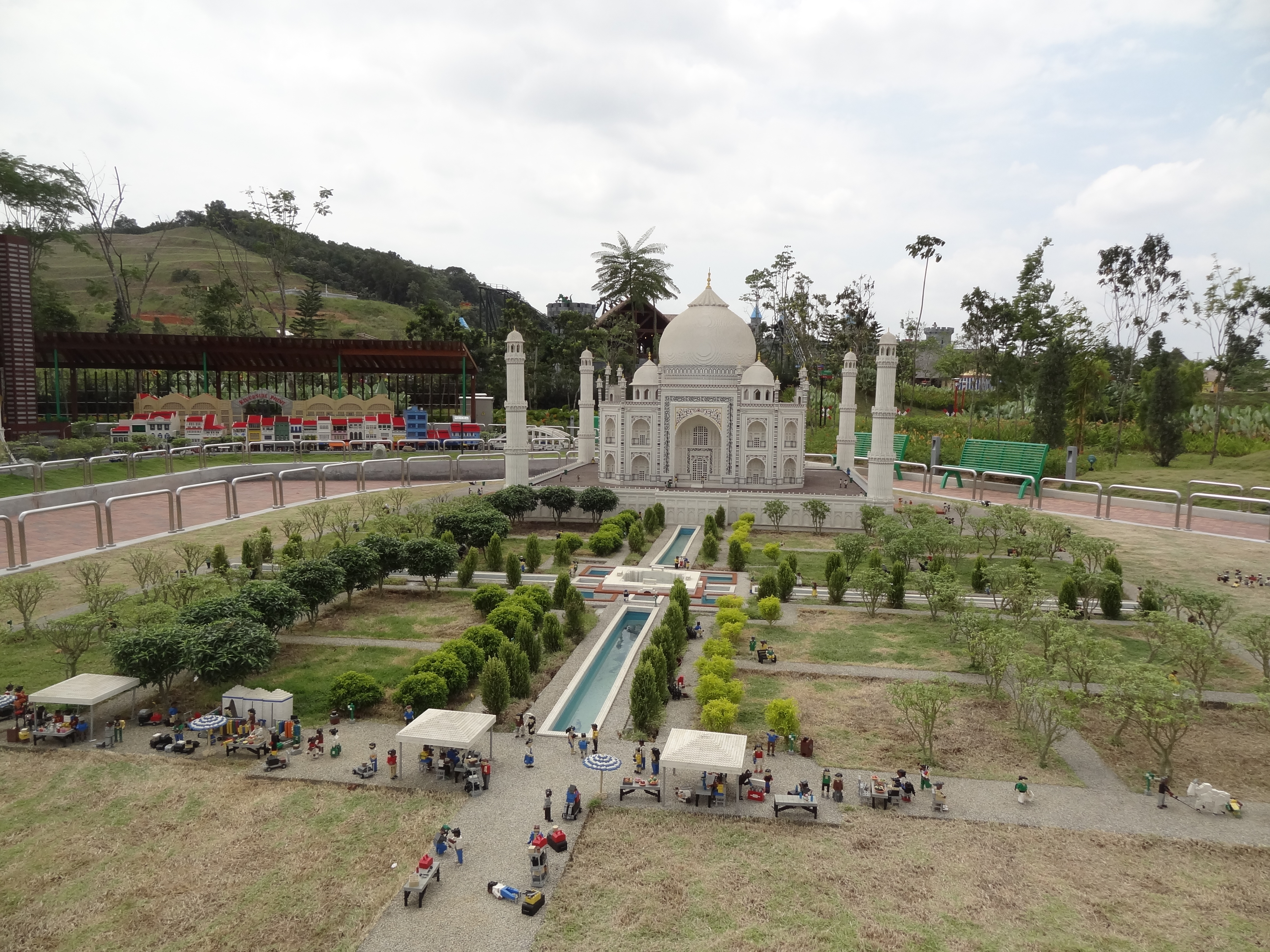
Taj Mahal

## Attractions

### Montagnes russes
| Nom                 | Type                            | Constructeur | Zone          | Année |
| ------------------- | ------------------------------- | ------------ | ------------- | ----- |
| Dragon              | Montagnes russes / Tivoli Force | Zierer       | Lego Kingdoms | 2012  |
| Dragon's Apprentice | Montagnes russes junior         | Zierer       | Lego Kingdoms | 2012  |
| Project X           | Wild Mouse                      | Mack Rides   | Lego Technic  | 2012  |

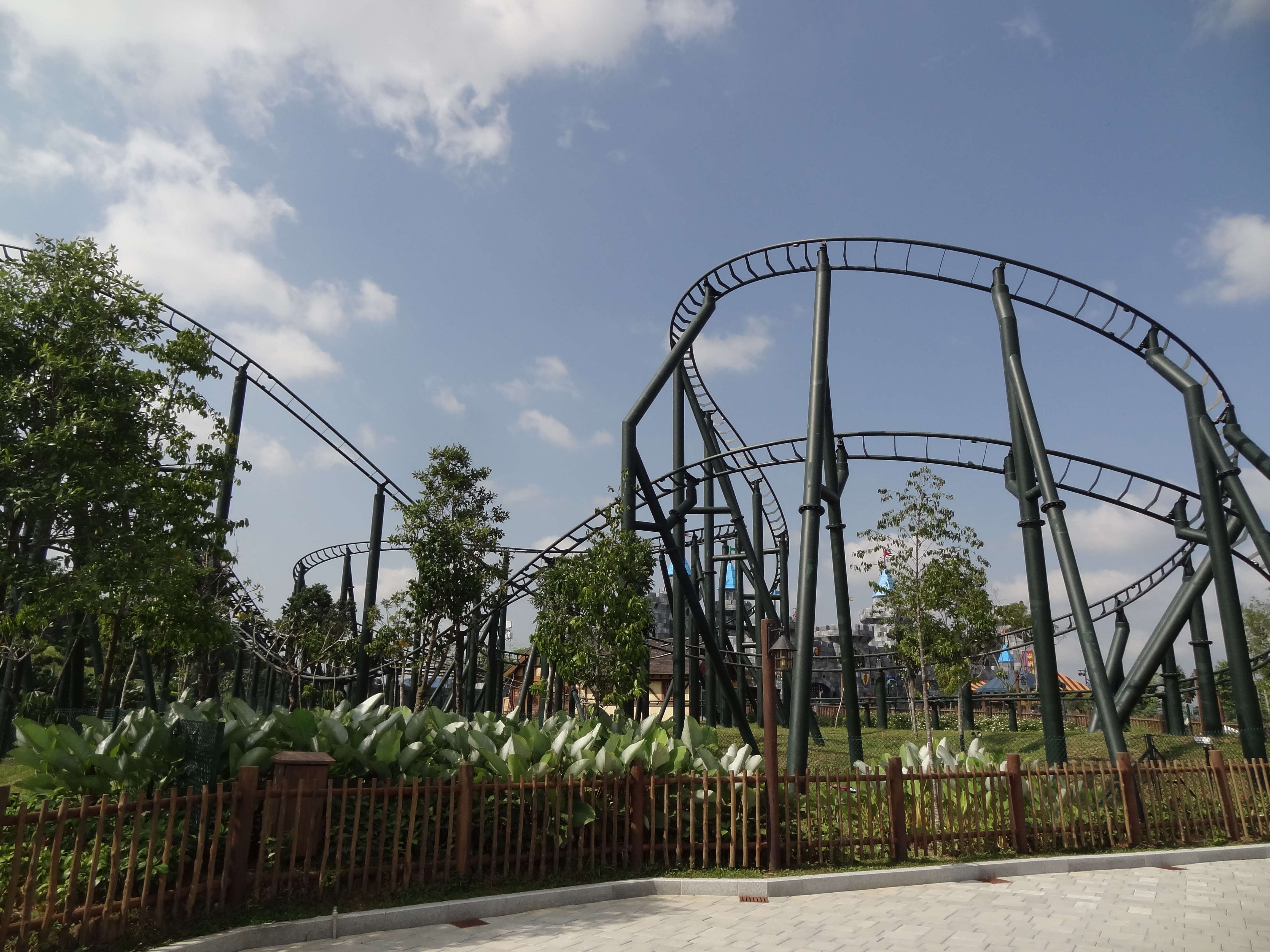
Dragon
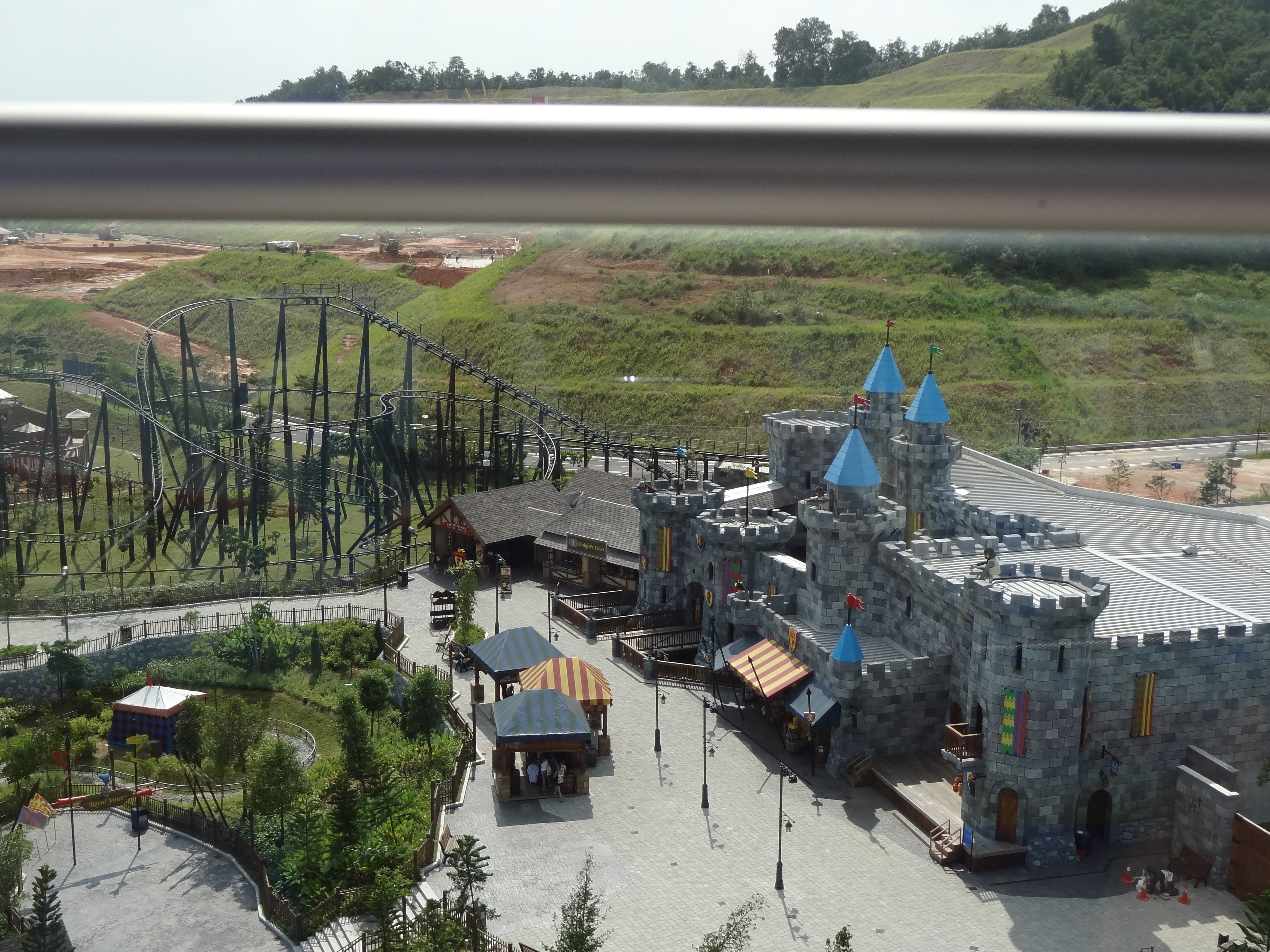
Dragon
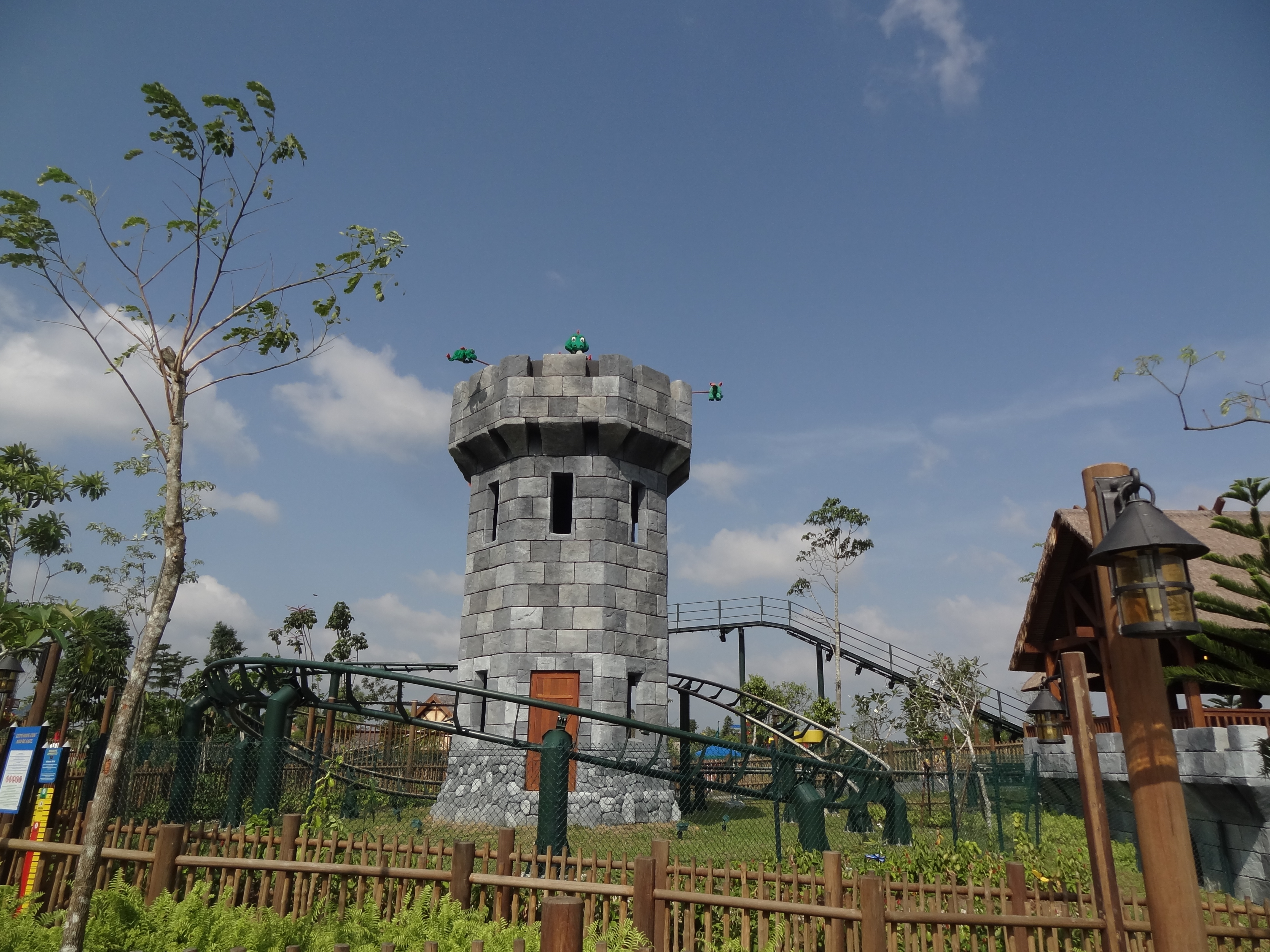
Dragon's Apprentice
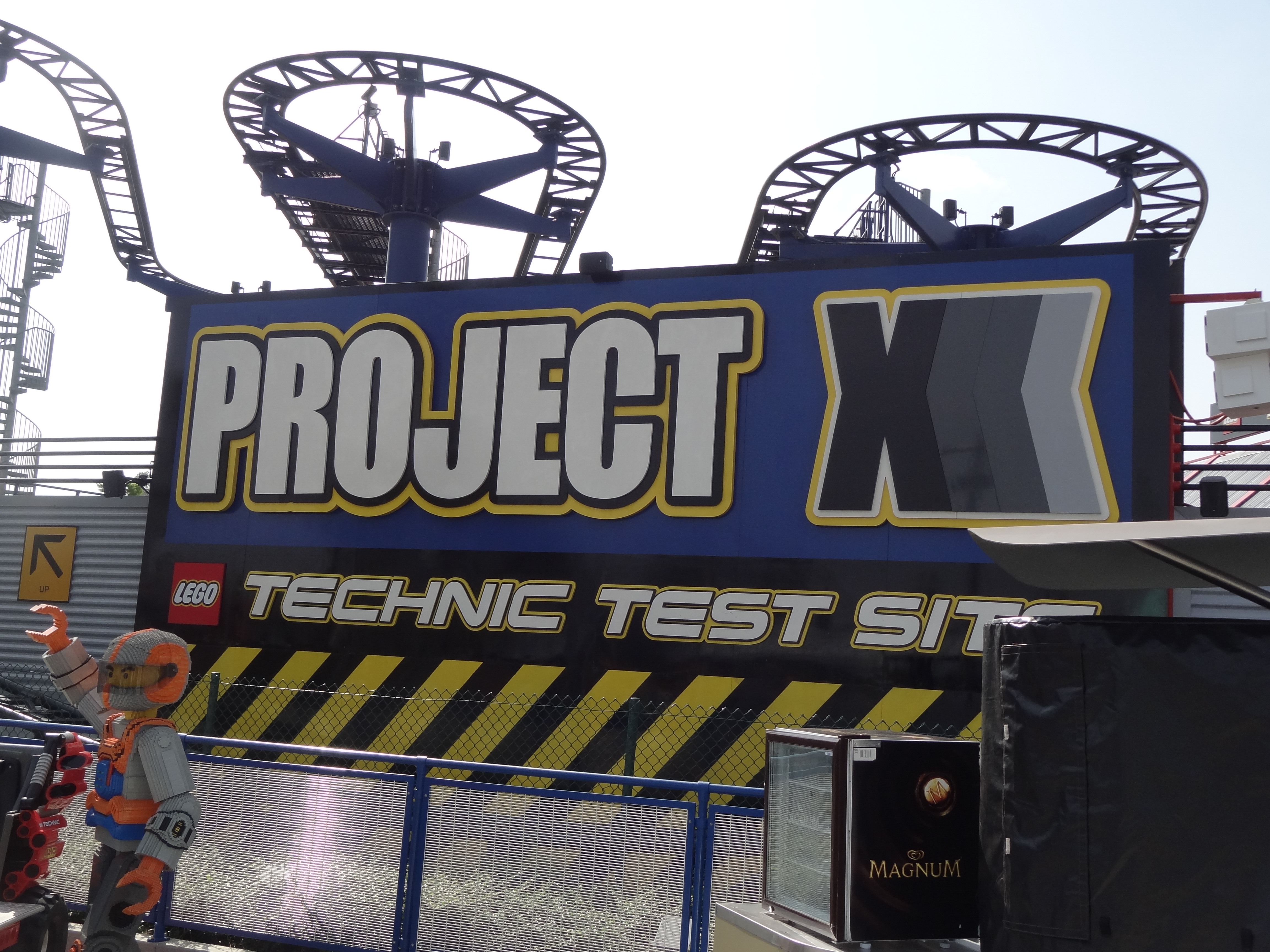
Project X

### Attractions aquatiques
| Nom                  | Type             | Constructeur    | Zone              | Année |
| -------------------- | ---------------- | --------------- | ----------------- | ----- |
| AQUAZONE Wave Racers | Jet Skis         | Zierer          | Lego Technic      | 2012  |
| Boating School       | Bateaux à moteur |                 | Lego City         | 2012  |
| Dino Island          | Bûches           | ABC Engineering | Land of Adventure | 2012  |

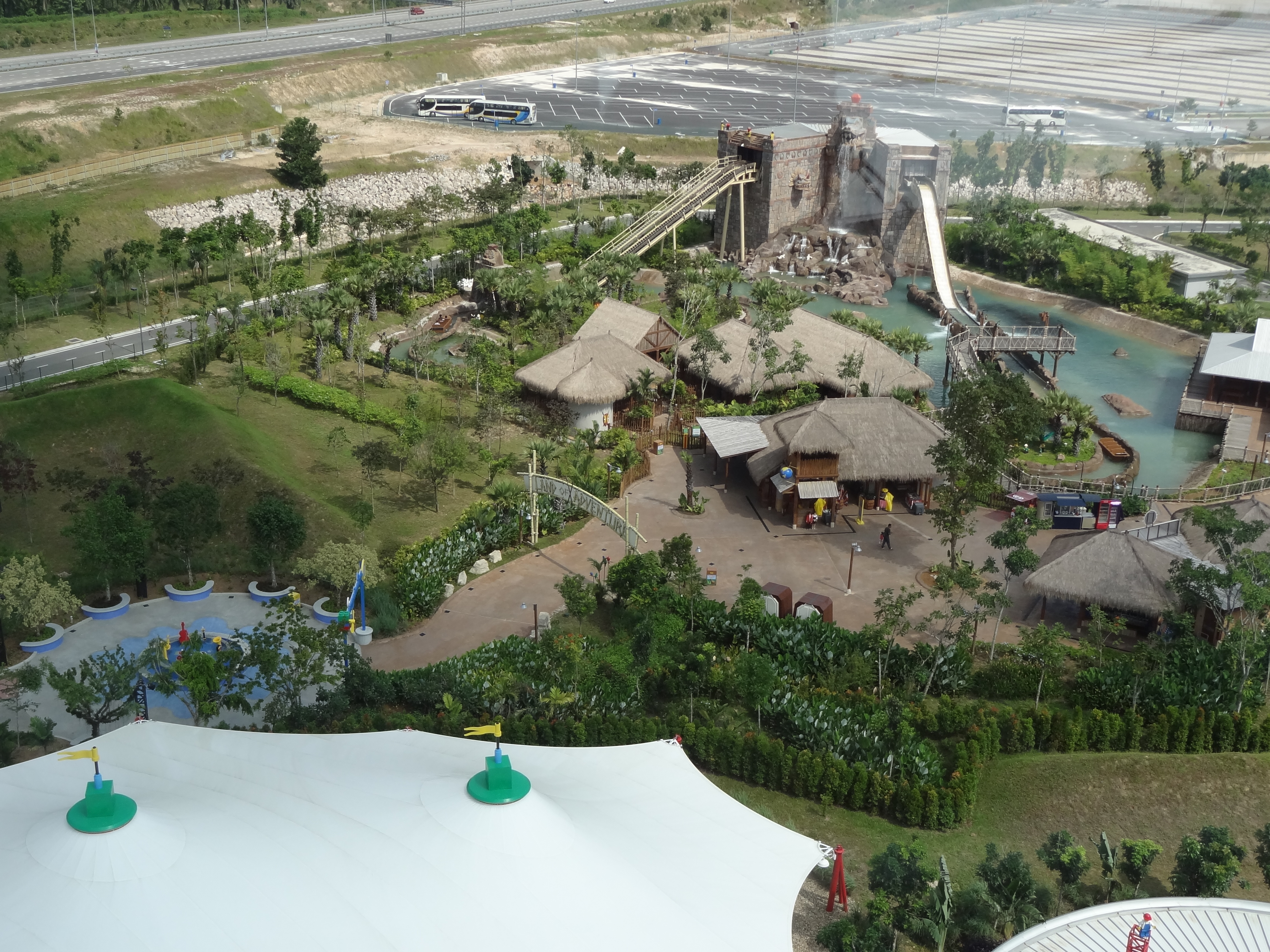
Dino Island
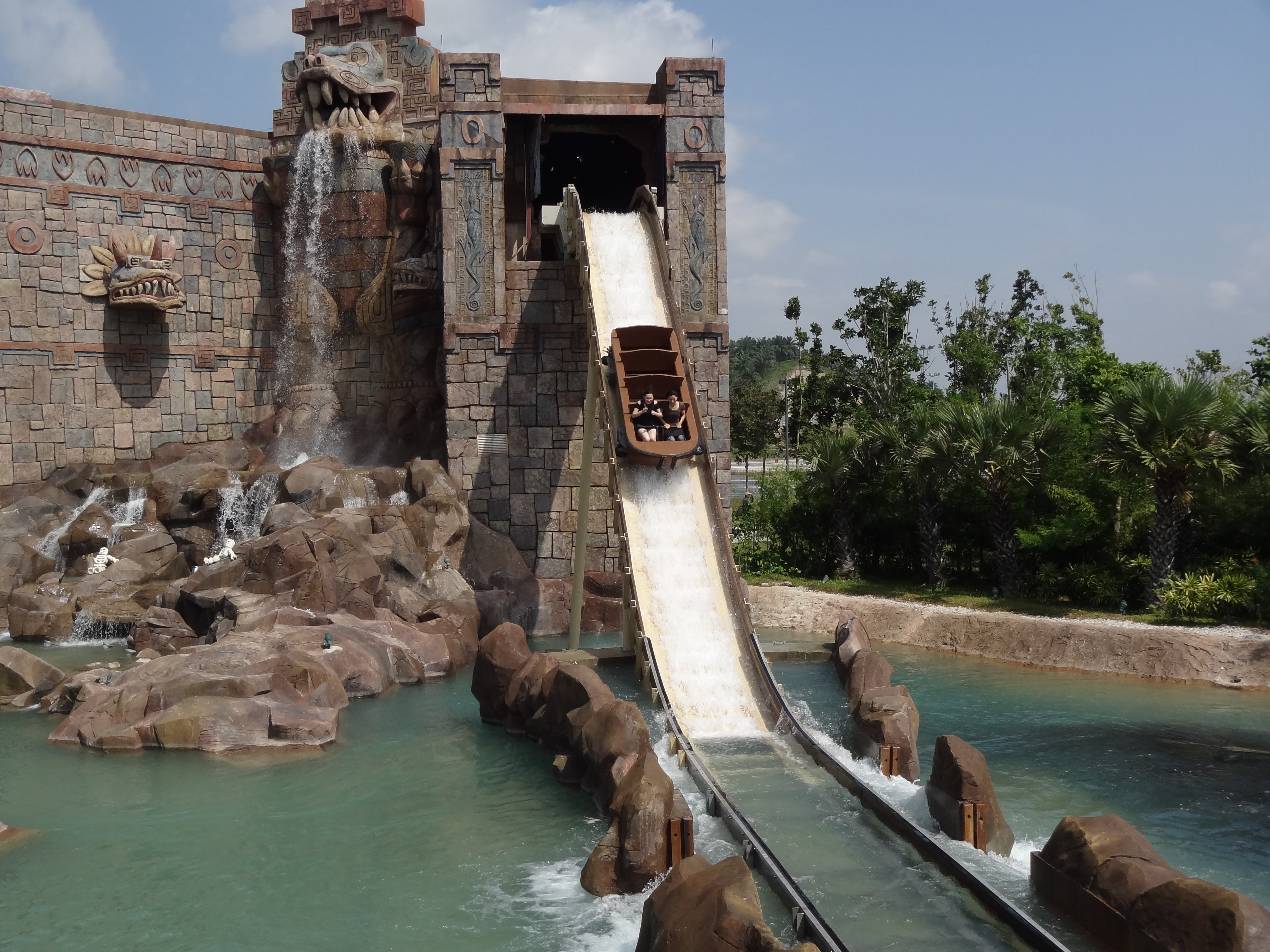
Dino Island

### Parcours scéniques
| Nom          | Type                         | Constructeur      | Zone              | Année |
| ------------ | ---------------------------- | ----------------- | ----------------- | ----- |
| Lost Kingdom | Parcours scénique interactif | Sally Corporation | Land of Adventure | 2012  |

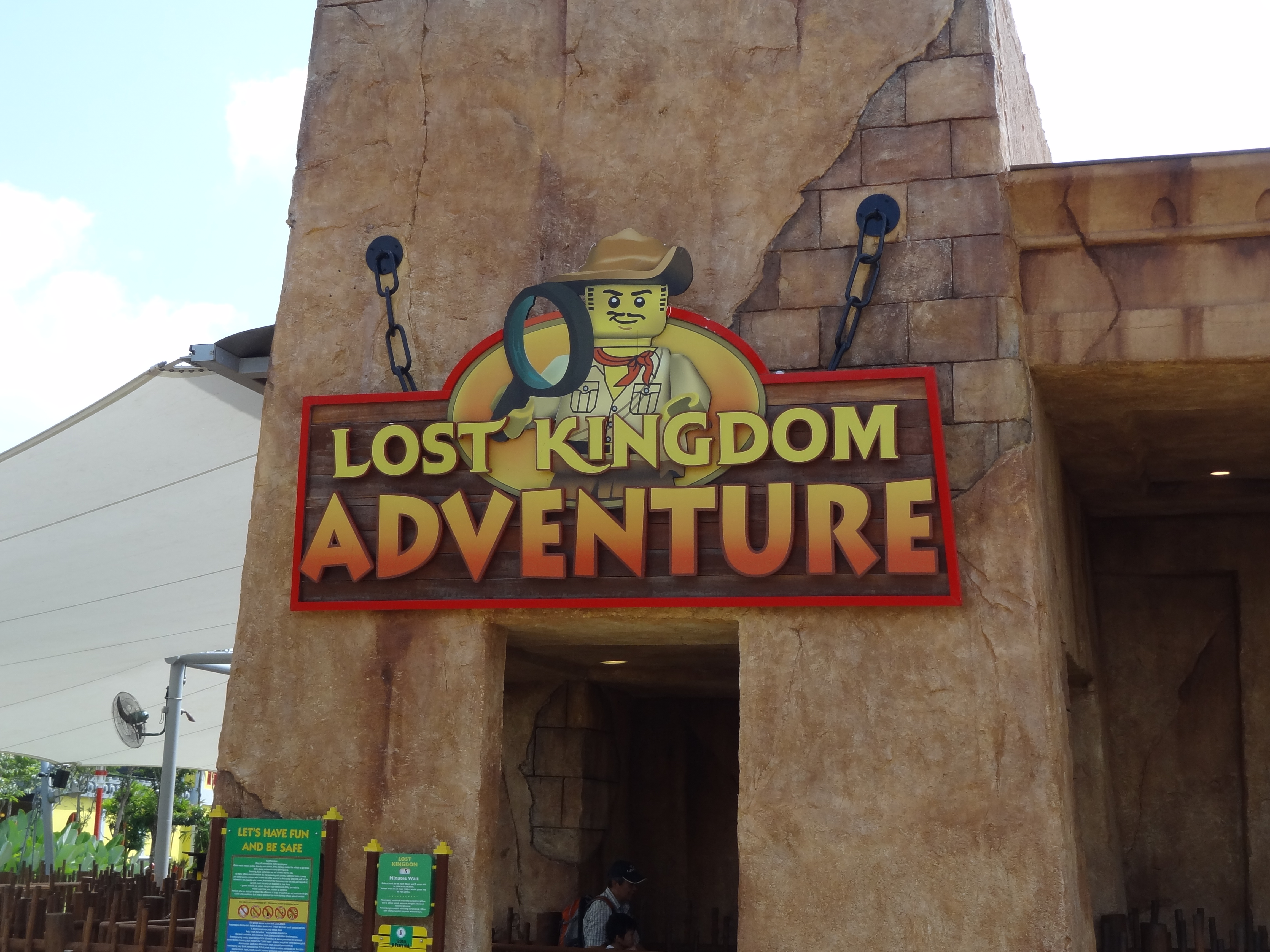
Lost Kingdom.
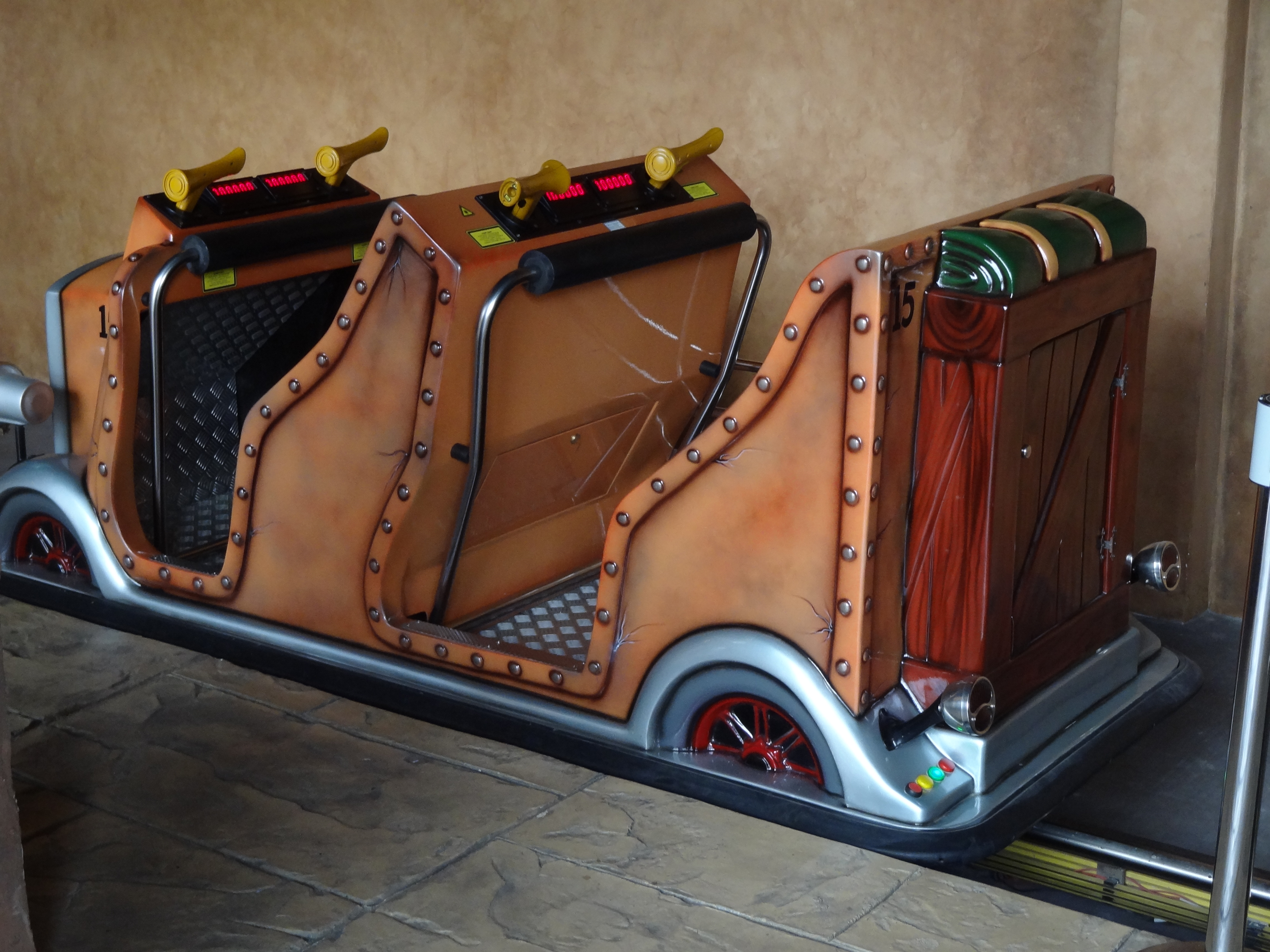
Véhicule.

### Autres attractions
| Nom               | Type                 | Constructeur     | Zone              | Année |
| ----------------- | -------------------- | ---------------- | ----------------- | ----- |
| Beetle Bounce     | Tour de chute junior | S&S Worldwide    | Land of Adventure | 2012  |
| Driving School    | École de conduite    |                  | Lego City         | 2012  |
| Kid Power Towers  | Tower                | Heege            | Imagination       | 2012  |
| LEGO Studios      | Cinéma 4-D           |                  | Imagination       | 2012  |
| Observation Tower | Tour d'observation   |                  | Imagination       | 2012  |
| Pharaoh's Revenge | Aire de jeux         |                  | Land of Adventure | 2012  |
| Rescue Academy    | Fire Brigade         | Metallbau Emmeln | Lego City         | 2012  |
| Royal Joust       | Chevaux Galopants    | Metallbau Emmeln | Lego Kingdoms     | 2012  |
| Technic Twister   | Tasses               | Mack Rides       | Lego Technic      | 2012  |

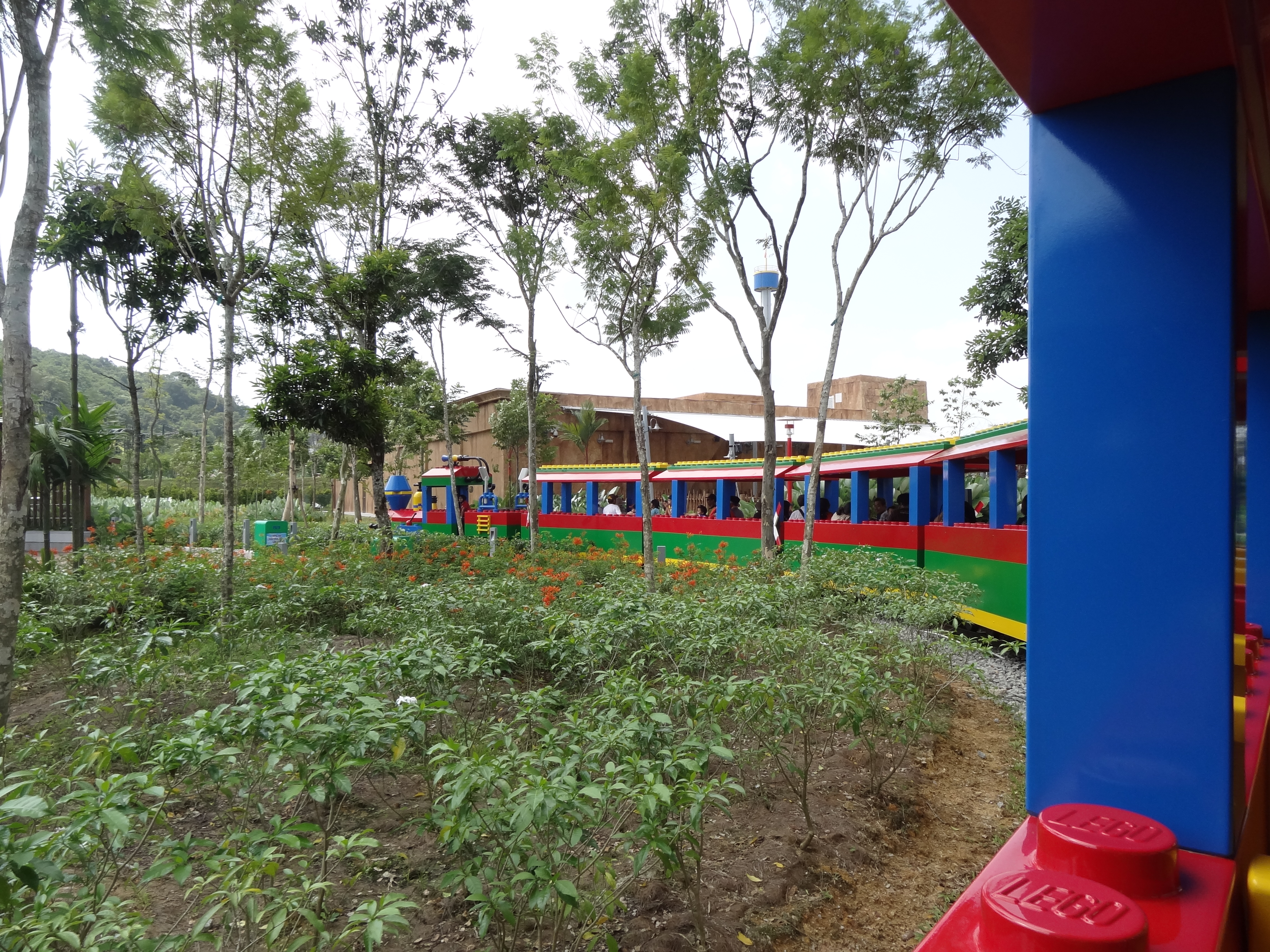
Train panoramique
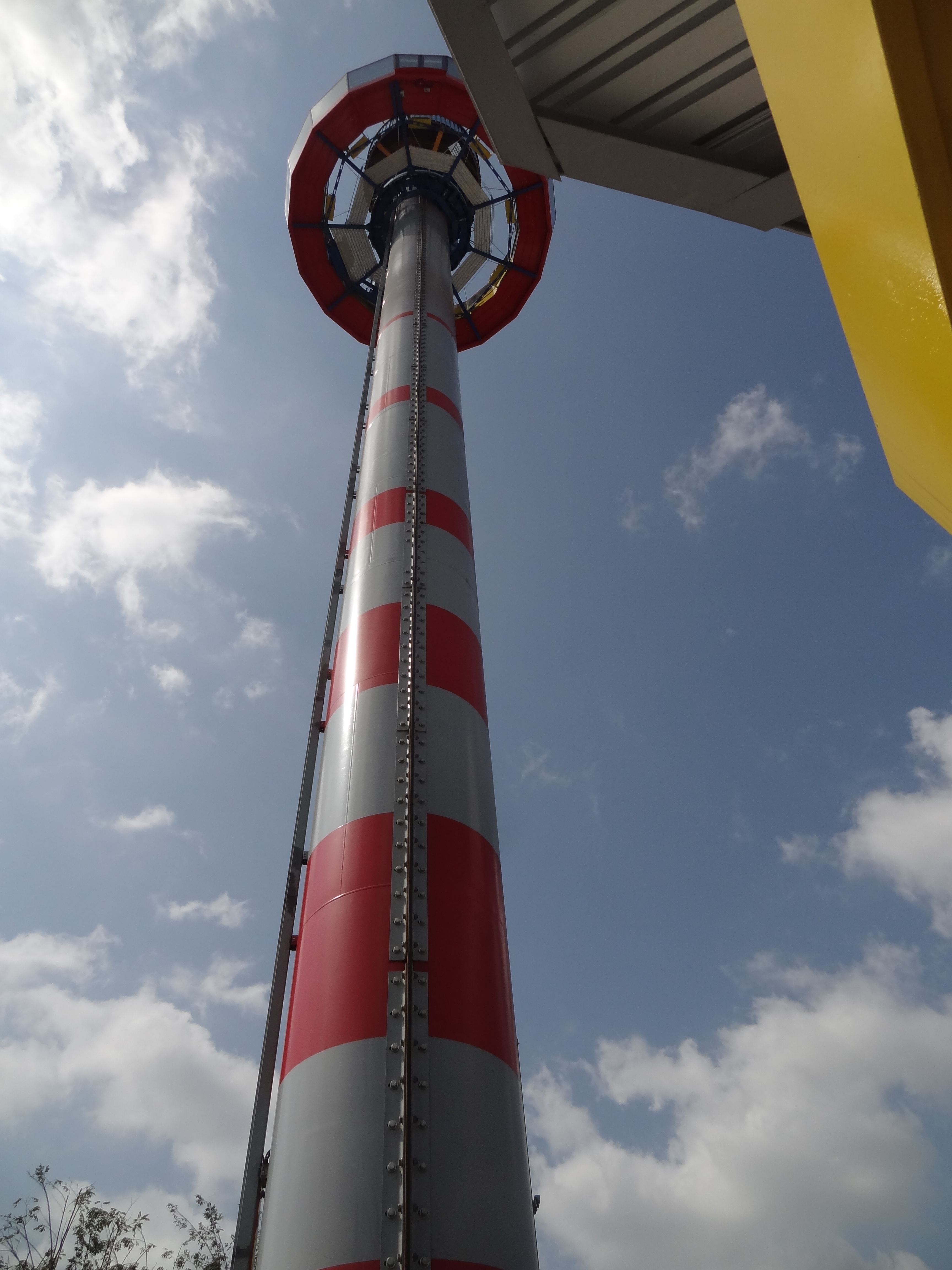
Observation Tower
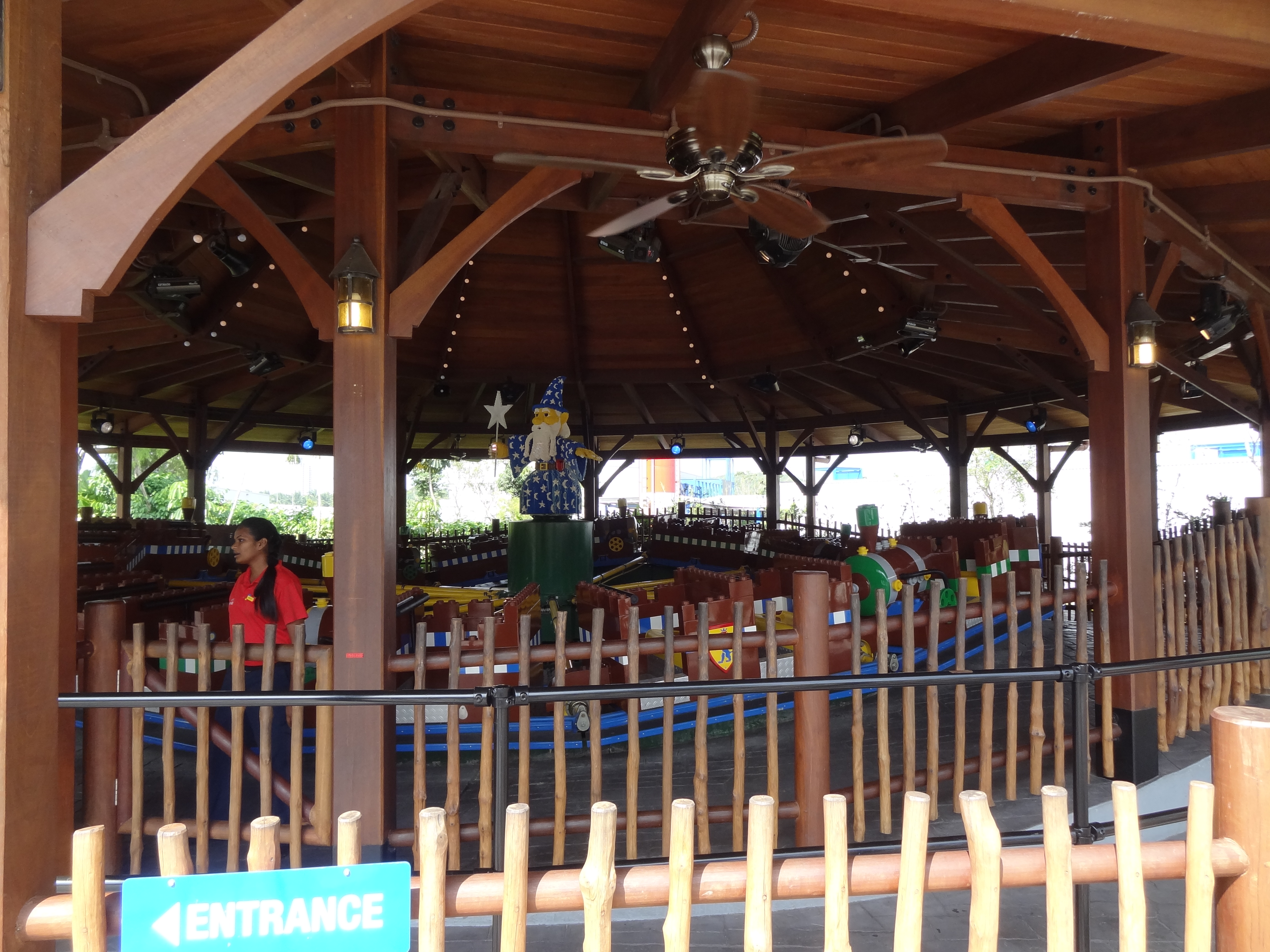
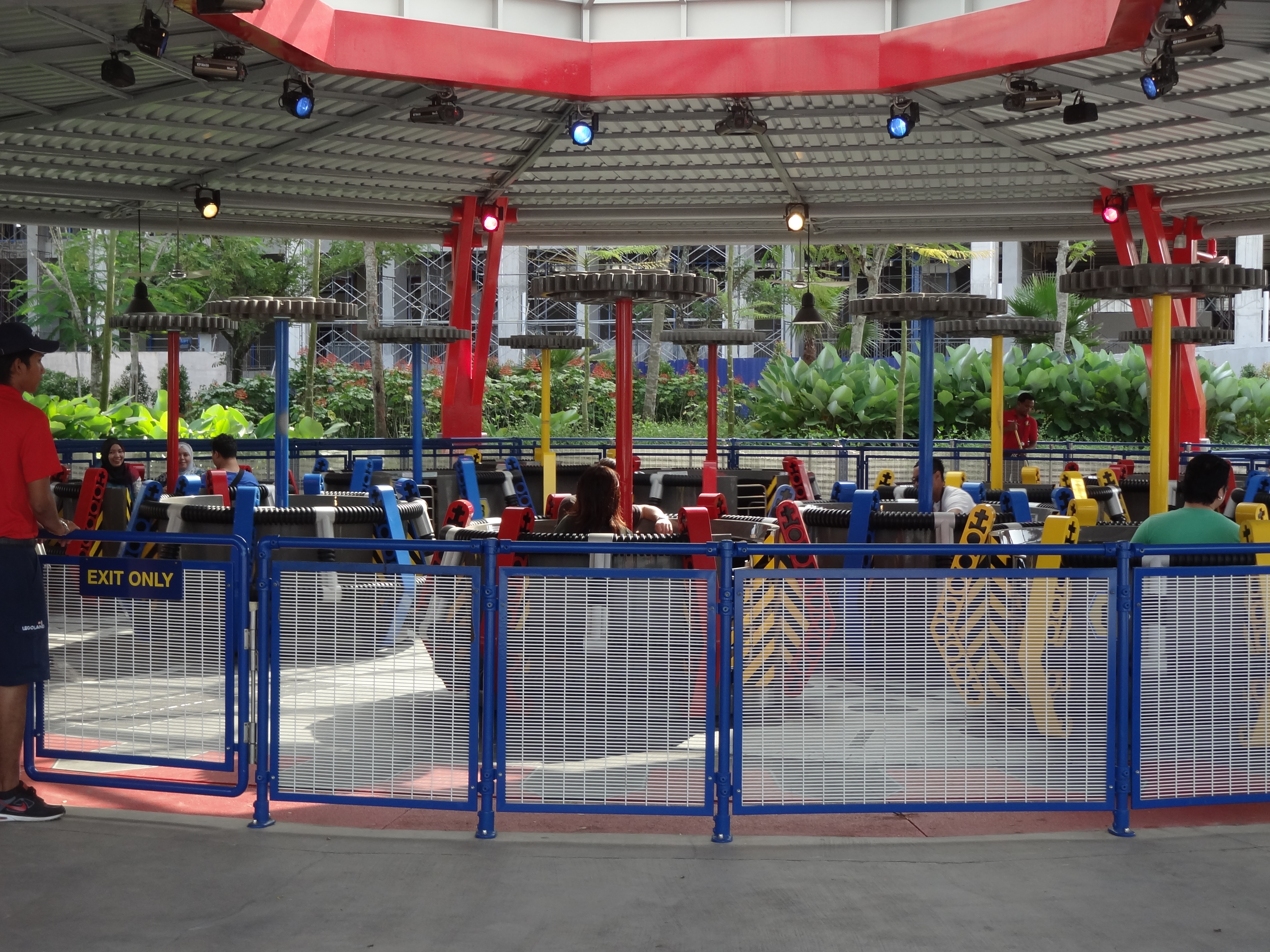
Technic Twister
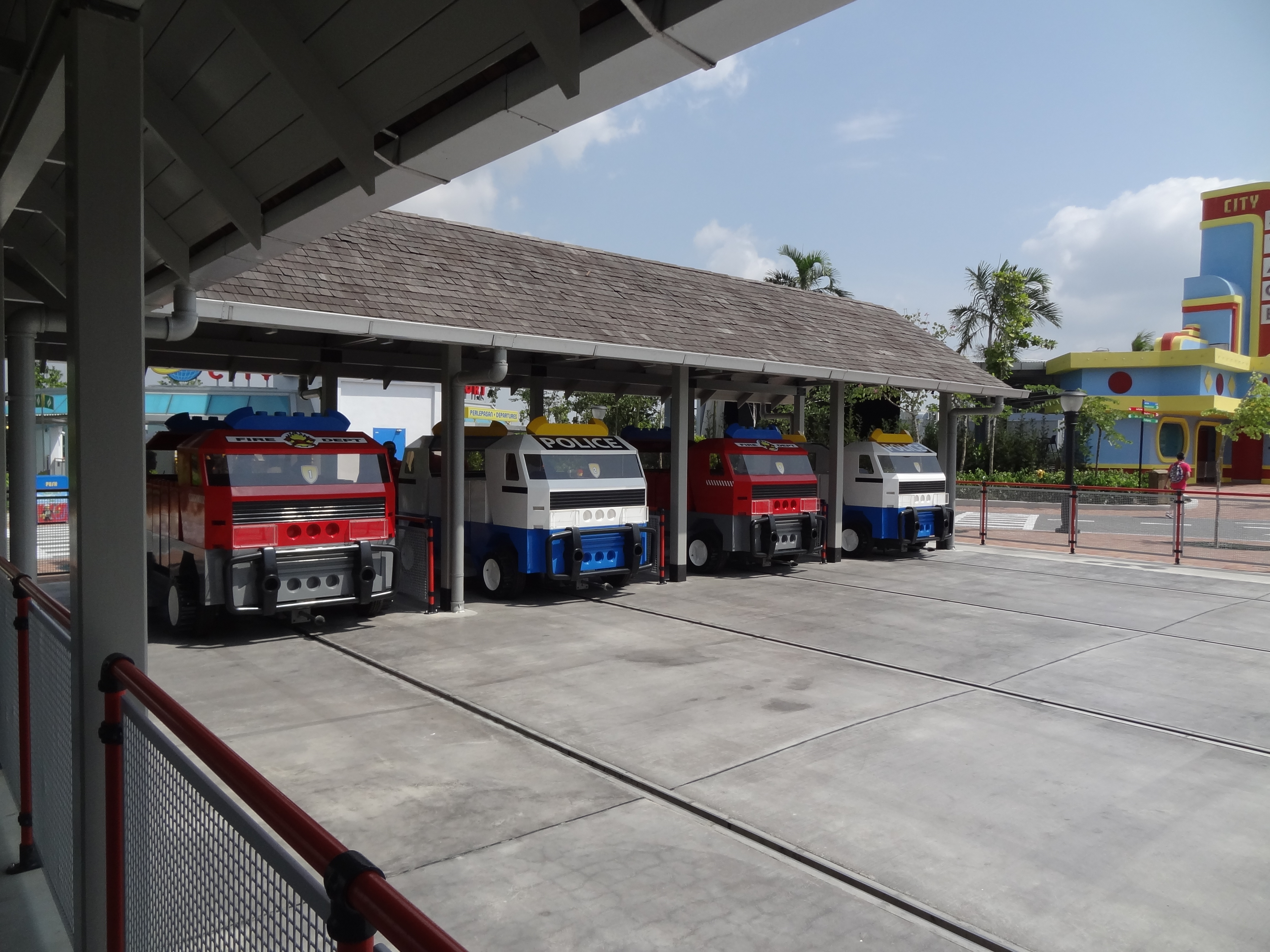
Rescue Academy

### Legoland Water Park
Pour les articles homonymes, voir Legoland Water Park.
Étendu sur 4,04 hectares, il est le plus grand parc aquatique estampillé Lego au monde. De plus, il est le seul proposant une entrée indépendante au parc d'attractions. Ouvert le 21 octobre 2013, le Legoland Water Park malaisien dispose de treize attractions, de deux restaurants et d'une boutique,.

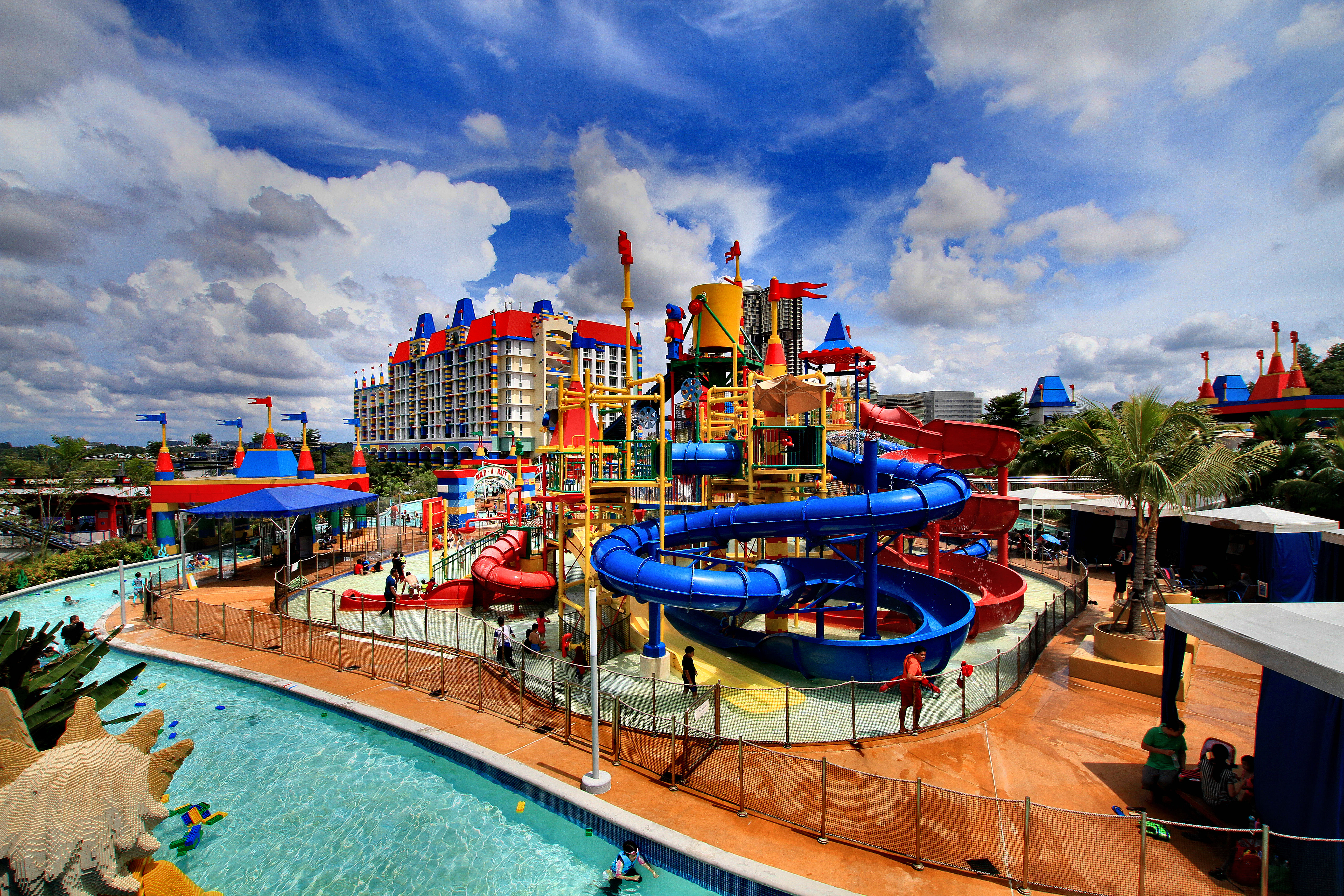
Legoland Water Park